# إدوارد هنري كارول لونغ
إدوارد هنري كارول لونغ (بالإنجليزية: Edward Henry Carroll Long)‏ هو محامي وسياسي أمريكي، ولد في 28 سبتمبر 1808 في برنسيس آن في الولايات المتحدة، وتوفي بنفس المكان في 16 أكتوبر 1865. حزبياً، نشط في حزب اليمين. وقد انتخب عضو مجلس النواب لولاية ماريلند وانتخب عضو مجلس النواب الأمريكي.